# Teresa A. Braggs

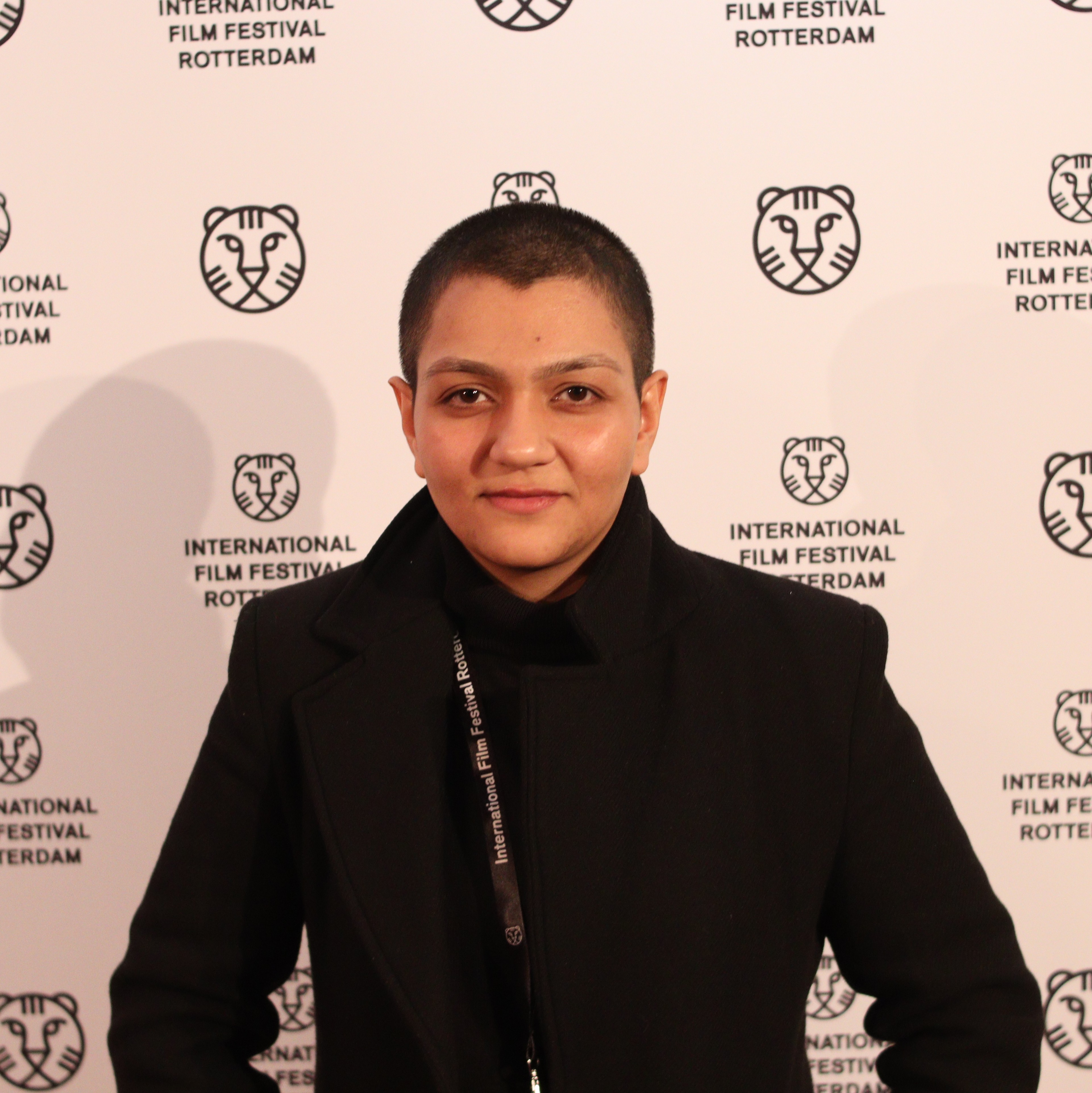
Teresa A. Braggs (2023)

Teresa A. Braggs (* 1997 in Kalkutta) ist eine indische Dokumentarfilmerin aus Bengaluru.

## Leben
Braggs schloss 2020 ihr Studium am Department of Communication Studies am renommierten Mount Carmel College in Bengaluru mit Auszeichnung ab. Ihr erster Dokumentarfilm Sab changa si wurde bei der Berlinale 2022 im Rahmen der Sektion Forum Expanded uraufgeführt. Der Film wurde für den Teddy Award als bester Dokumentar-/Essayfilm nominiert und gewann den 37. Friedensfilmpreis. Es ist der erste indische Film, der den Preis gewonnen hat.
Teresas Arbeiten wurden auch für Vorführungen beim European Media Art Festival (Deutschland, 2022), dem Open City Documentary Festival (Großbritannien, 2022) und dem International Film Festival Rotterdam (Niederlande, 2023) ausgewählt.
Im Jahr 2023 erhielt Teresa ein Stipendium am Flaherty Seminar in New York City. Sie wurde auch beim FID Marseille vorgestellt.

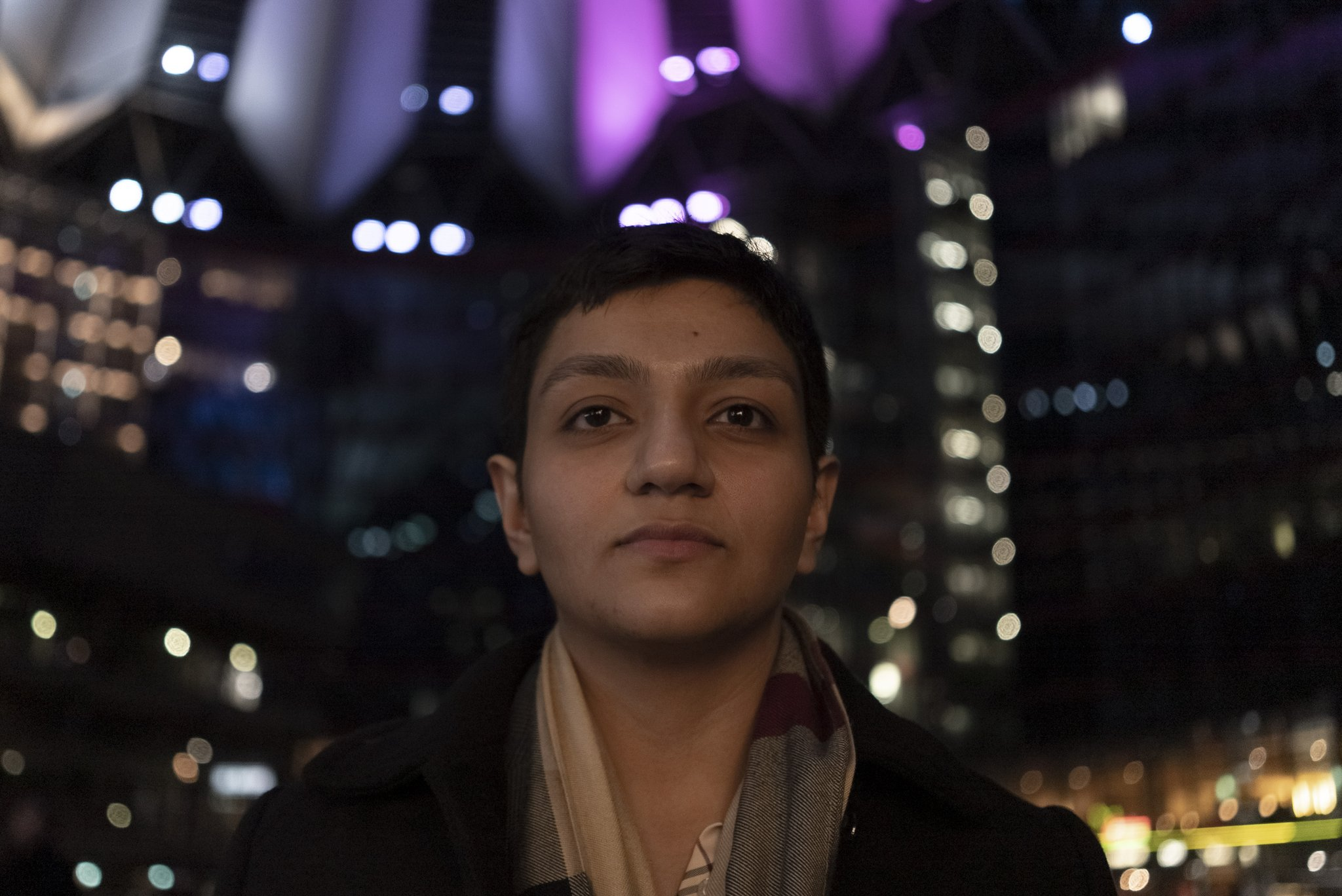
Teresa A Braggs bei der Weltpremiere von 'Sab Changa Si' bei den 72. Internationalen Filmfestspielen Berlin (Februar 2022)